# Katherine Heigl
Katherine Marie Heigl, född 24 november 1978 i Washington D.C., USA, är en amerikansk skådespelare, filmproducent och fotomodell.

## Biografi
Heigl är känd bland annat för sina roller i TV-serierna Roswell och Grey's Anatomy. I Grey's Anatomy spelade hon Isobel "Izzie" Stevens. Heigl hade 2008 huvudrollen i den romantiska komedin 27 Dresses.
Hon var nio år när hon gjorde sitt första modelljobb, för en hårprodukt som hennes faster tagit fram.
År 2010 hoppade hon av Grey's Anatomy, kort efter att hennes bästa vän T.R. Knight ("George O'Malley") också gjort det.

### Privatliv
Katherine Heigls far Paul Heigl är tyskbördig och hennes mor Nancy är irländskättad. Hon har två äldre bröder, Holt och John, och en äldre syster, Meg. Systern adopterades från Sydkorea tre år före Katherines födelse. Hennes bror Jason dog i en bilolycka när hon var ung.
Hon är sedan 2007 gift med singer/songwritern Josh Kelley, och tillsammans adopterade de dottern Nancy Leigh ("Naleigh") från Sydkorea i september 2009. De adopterade ytterligare en dotter, från Louisiana, i april 2012. Hon heter Adalaide Marie Hope. Den 20 december 2016 fick paret en son, Joshua.

## Filmografi i urval
- 1994 – Farsa på låtsas
- 1995 – Under belägring 2
- 1997 – Prins Valiant
- 1998 – Bride of Chucky
- 1999–2002 – Roswell (TV-serie) (61 avsnitt)
- 2000 – 100 Girls
- 2001 – Valentine
- 2003 – Descendant
- 2003 – Love Comes Softly
- 2005 – The Ringer
- 2005–2010 – Grey's Anatomy (TV-serie) (118 avsnitt)
- 2007 – På smällen
- 2008 – 27 Dresses
- 2009 – The Ugly Truth
- 2010 – Killers
- 2010 – Life as We Know It
- 2011 – New Year's Eve
- 2012 – Lovligt byte
- 2013 – The Big Wedding
- 2014 – North of Hell
- 2014 – Jenny's Wedding
- 2014–2015 – State of Affairs (TV-serie) (13 avsnitt)
- 2015 – Home Sweet Hell
- 2016 – Unforgettable
- 2018–2019 – Suits (TV-serie) (26 avsnitt)
- 2021 – Fear of Rain
- 2021–2023 – Vad som än händer (TV-serie)
- 2024 – That's Amore! (efterproduktion)